# Nati nel 1949/Ottobre
| Questa pagina contiene informazioni ricavate automaticamente dalle voci biografiche con l'ausilio del template Bio e di un bot. L'aggiornamento è periodico e automatico e ricostruisce completamente la pagina. Se manca una persona in questa lista, sei pregato di non aggiungerla, ma accertati piuttosto che la sua voce biografica contenga il template Bio e che i dati anagrafici siano correttamente compilati. Se il template Bio manca, inseriscilo tu stesso o, in alternativa, metti l'avviso {{tmp\|Bio}} che ne segnala la mancanza. Se i dati riportati sono sbagliati, correggi direttamente la voce biografica; le modifiche saranno visibili in questa lista entro pochi giorni. Per chiarimenti vedi il progetto biografie. La lista contiene solo le 256 persone che sono citate nell'enciclopedia e per le quali è stato implementato correttamente il template Bio. Pagina aggiornata al 18 ago 2025. |

- 1º ottobre - Isaac Bonewits, saggista statunitense († 2010)
- 1º ottobre - Trevor Coker, canottiere neozelandese († 1981)
- 1º ottobre - Elpida, cantautrice greca
- 1º ottobre - Daniel Giger, ex schermidore svizzero
- 1º ottobre - Francis Haget, ex rugbista a 15 francese
- 1º ottobre - Rana Tanveer Hussain, politico pakistano
- 1º ottobre - Octavian Ionescu, ex calciatore rumeno
- 1º ottobre - Yves Mersch, giurista e banchiere lussemburghese
- 1º ottobre - Nebojša Radmanović, politico bosniaco
- 1º ottobre - André Rieu, direttore d'orchestra, violinista e compositore olandese
- 1º ottobre - Giulio Santagata, economista e politico italiano († 2024)
- 1º ottobre - Jean-Claude Skrela, ex rugbista a 15, allenatore di rugby a 15 e dirigente sportivo francese
- 2 ottobre - Odis Allison, ex cestista statunitense
- 2 ottobre - Ricardo Barreiro, fumettista argentino († 1999)
- 2 ottobre - Michael Bleekemolen, pilota automobilistico olandese
- 2 ottobre - Klaus Bruengel, compositore tedesco
- 2 ottobre - Paul D'Amato, attore statunitense († 2024)
- 2 ottobre - Richard Hell, bassista, cantante e compositore statunitense
- 2 ottobre - Miroslava Holubová, ex tennista cecoslovacca
- 2 ottobre - Jim Larrañaga, ex cestista e allenatore di pallacanestro statunitense
- 2 ottobre - Annie Leibovitz, fotografa statunitense
- 2 ottobre - Rufat Riskiev, ex pugile uzbeko
- 2 ottobre - Larry Sellers, attore e stuntman statunitense († 2021)
- 3 ottobre - Tom Abatemarco, allenatore di pallacanestro statunitense
- 3 ottobre - Luca Biagini, attore e doppiatore italiano
- 3 ottobre - Lindsey Buckingham, chitarrista, cantante e produttore discografico statunitense
- 3 ottobre - J. P. Dutta, regista, produttore cinematografico e sceneggiatore indiano
- 3 ottobre - Ted Nicolaou, regista, sceneggiatore e montatore statunitense
- 3 ottobre - Svika Pick, cantante, compositore e pianista israeliano († 2022)
- 3 ottobre - Zé Ramalho, cantante, compositore e chitarrista brasiliano
- 3 ottobre - Aleksandr Rogožkin, regista russo († 2021)
- 3 ottobre - Stefano Rulli, sceneggiatore e regista italiano
- 3 ottobre - Stefan Stajkov, ex calciatore bulgaro
- 4 ottobre - Mike Adamle, ex giocatore di football americano statunitense
- 4 ottobre - John Aler, tenore statunitense († 2022)
- 4 ottobre - Armand Assante, attore statunitense
- 4 ottobre - Albrecht von Boeselager, giurista e religioso tedesco
- 4 ottobre - Luigi Bonino, danzatore e attore italiano
- 4 ottobre - Antonello Cuccureddu, ex calciatore e allenatore di calcio italiano
- 4 ottobre - Stephen Gyllenhaal, regista statunitense
- 4 ottobre - Jean-Loup Hubert, regista e sceneggiatore francese
- 4 ottobre - Zeke Lowe, batterista e compositore statunitense († 2020)
- 4 ottobre - Anne Patterson, diplomatica statunitense
- 4 ottobre - Francesco Perilli, artista italiano
- 4 ottobre - Luis Sepúlveda, scrittore, giornalista e sceneggiatore cileno († 2020)
- 4 ottobre - Brynn Thayer, attrice statunitense
- 4 ottobre - Bob Town, ex cestista canadese
- 4 ottobre - Giorgio Zito, cantautore, chitarrista e produttore discografico italiano († 2024)
- 5 ottobre - Peter Ackroyd, scrittore britannico
- 5 ottobre - Sergej Elevič, allenatore di pallacanestro russo
- 5 ottobre - Norman Holmes, ex tennista statunitense
- 5 ottobre - Tom Howe, ex calciatore statunitense
- 5 ottobre - Klaus Ludwig, ex pilota automobilistico tedesco
- 5 ottobre - Franco Meneghel, ex cestista italiano
- 5 ottobre - Malika Mokeddem, scrittrice algerina
- 5 ottobre - Douglas Regattieri, vescovo cattolico italiano
- 6 ottobre - Bruno Andreolli, storico e medievista italiano († 2015)
- 6 ottobre - Larry Gilbert Dahl, militare statunitense († 1971)
- 6 ottobre - Bobby Farrell, cantante, ballerino e disc jockey olandese († 2010)
- 6 ottobre - István Kocsis, calciatore ungherese († 1994)
- 6 ottobre - Les Moonves, imprenditore e dirigente d'azienda statunitense
- 6 ottobre - Jim Gilmore, avvocato e politico statunitense
- 6 ottobre - Kiyoshi Takada, ex calciatore giapponese
- 6 ottobre - Hans Wagner, bobbista tedesco
- 7 ottobre - Piero Fassino, politico italiano
- 7 ottobre - Dave Hope, bassista e religioso statunitense
- 7 ottobre - Bruno Nobili, allenatore di calcio e ex calciatore italiano
- 7 ottobre - Edoardo Tortorici, archeologo italiano
- 7 ottobre - Alice Walton, imprenditrice statunitense
- 7 ottobre - Gabriel Yared, compositore, arrangiatore e direttore d'orchestra libanese
- 8 ottobre - Christopher Dobson, chimico inglese († 2019)
- 8 ottobre - Jay Graydon, compositore, chitarrista e produttore discografico statunitense
- 8 ottobre - Rune Hansen, allenatore di calcio e ex calciatore norvegese
- 8 ottobre - Carlo Starnazzi, storico dell'arte italiano († 2007)
- 8 ottobre - Hamish Stuart, musicista, compositore e produttore discografico britannico
- 8 ottobre - János Vajda, compositore ungherese
- 8 ottobre - Sigourney Weaver, attrice statunitense
- 9 ottobre - Roberto Badiani, ex calciatore italiano
- 9 ottobre - Cesare Bastelli, direttore della fotografia e regista italiano
- 9 ottobre - Chico Faria, calciatore portoghese († 2004)
- 9 ottobre - Fan Chung, matematica taiwanese
- 9 ottobre - Shera Danese, attrice statunitense
- 9 ottobre - Dario Fertilio, giornalista, scrittore e poeta italiano
- 9 ottobre - Elżbieta Katolik, mezzofondista polacca († 1983)
- 9 ottobre - Ángeles Mastretta, scrittrice e giornalista messicana
- 9 ottobre - Penny McCoy, ex sciatrice alpina statunitense
- 9 ottobre - Shep Messing, ex calciatore statunitense
- 9 ottobre - Ottavia Piccolo, attrice italiana
- 9 ottobre - Jim Starlin, fumettista e scrittore statunitense
- 9 ottobre - Rod Temperton, cantautore, compositore e produttore discografico inglese († 2016)
- 10 ottobre - Cristina Businari, attrice e ex modella italiana
- 10 ottobre - Elias Camsek Chin, politico palauano
- 10 ottobre - Gino Cogliandro, comico, attore e cabarettista italiano († 2022)
- 10 ottobre - Piero Conti, vescovo cattolico e missionario italiano
- 10 ottobre - Vincenzo Fera, filologo italiano
- 10 ottobre - Jessica Harper, attrice, scrittrice e cantante statunitense
- 10 ottobre - Aleksandr Markin, calciatore sovietico († 1996)
- 10 ottobre - Anupong Paochinda, politico e generale thailandese
- 10 ottobre - Don Saleski, ex hockeista su ghiaccio canadese
- 10 ottobre - Jesús Valdés, ex calciatore spagnolo
- 11 ottobre - Armando Dionisi, politico italiano
- 11 ottobre - Martin Doughty, ambientalista britannico († 2009)
- 11 ottobre - Pino Scotto, cantautore, conduttore televisivo e attore italiano
- 12 ottobre - Bo Karlsson, ex arbitro di calcio svedese
- 12 ottobre - Dave Lloyd, ex ciclista su strada, pistard e mountain biker britannico
- 12 ottobre - Richard Price, scrittore, sceneggiatore e produttore cinematografico statunitense
- 12 ottobre - Ilich Ramírez Sánchez, terrorista e mercenario venezuelano
- 13 ottobre - Nana Aleksandrija, scacchista sovietica
- 13 ottobre - Edoardo Aldo Cerrato, vescovo cattolico italiano
- 13 ottobre - Raimundo Fagner, cantante, musicista e attore brasiliano
- 13 ottobre - Marisol Malaret, modella, conduttrice televisiva e giornalista portoricana († 2023)
- 13 ottobre - Leona Mitchell, soprano statunitense
- 13 ottobre - Patrick Nève, pilota di Formula 1 belga († 2017)
- 14 ottobre - Carlo Ballesi, politico italiano
- 14 ottobre - Françoise Pascal, attrice mauriziana
- 14 ottobre - Cristina García Rodero, fotografa e fotoreporter spagnola
- 15 ottobre - Juan José Rodríguez Gutiérrez, allenatore di calcio e ex calciatore spagnolo
- 15 ottobre - Thomas Bopp, astronomo statunitense († 2018)
- 15 ottobre - David Lee, politico taiwanese
- 15 ottobre - Tanya Roberts, attrice statunitense († 2021)
- 15 ottobre - Boualem Sansal, scrittore algerino
- 15 ottobre - Marco Santoro, bibliografo e critico letterario italiano († 2017)
- 15 ottobre - Patrizia Scascitelli, pianista e musicista italiana
- 15 ottobre - Ivan Teobaldelli, scrittore e giornalista italiano († 2025)
- 15 ottobre - Yoshio, cantante e attore messicano († 2020)
- 16 ottobre - Peter Berger, ex canottiere tedesco
- 16 ottobre - Eduardo Calvo García, scrittore, sceneggiatore e politico spagnolo
- 16 ottobre - Bob Collyard, ex hockeista su ghiaccio statunitense
- 16 ottobre - Jerry Dover, cestista statunitense († 2000)
- 16 ottobre - David Greenwalt, sceneggiatore, produttore televisivo e regista statunitense
- 16 ottobre - İsa Həbibbəyli, filologo e politico azero
- 16 ottobre - John Mengelt, ex cestista statunitense
- 16 ottobre - André Leon Talley, giornalista statunitense († 2022)
- 16 ottobre - Ian Thompson, ex maratoneta britannico
- 16 ottobre - Tommy Veitch, calciatore scozzese († 1987)
- 17 ottobre - Owen Arthur, politico barbadiano († 2020)
- 17 ottobre - Philippe Daverio, storico dell'arte, critico d'arte e conduttore televisivo italiano († 2020)
- 17 ottobre - Göran Färm, politico svedese
- 17 ottobre - Angelo Girardi, musicista, bassista e chitarrista italiano
- 17 ottobre - Kim U-gil, ex pugile nordcoreano
- 17 ottobre - Kerr Neilson, imprenditore australiano
- 17 ottobre - Danilo Rigosa, musicista e cantante lirico italiano
- 17 ottobre - Geoffrey Sax, regista britannico
- 17 ottobre - Russell Simon, ex cestista australiano
- 18 ottobre - Antonio Ceccarini, calciatore e allenatore di calcio italiano († 2015)
- 18 ottobre - José Manuel Lorca Planes, vescovo cattolico spagnolo
- 18 ottobre - Luigi Milone, filologo italiano († 2012)
- 18 ottobre - Wanaro N'Godrella, tennista francese († 2016)
- 18 ottobre - Enrico Pirondini, giornalista italiano
- 18 ottobre - Beatriče Žbona Trkman, archeologa jugoslava († 2015)
- 19 ottobre - Tat'jana Anisimova, ex ostacolista sovietica
- 19 ottobre - Giovanni Columbu, artista e regista italiano
- 19 ottobre - Lynn Dickey, ex giocatore di football americano statunitense
- 19 ottobre - Will Franklin, ex cestista statunitense
- 19 ottobre - Stanisław Gądecki, arcivescovo cattolico polacco
- 19 ottobre - Vladimir Kravcov, pallamanista sovietico († 1999)
- 19 ottobre - Daniele Pagani, attore italiano († 2019)
- 19 ottobre - Marco Paoletti, attore italiano
- 20 ottobre - Craig R. Baxley, regista, stuntman e attore statunitense
- 20 ottobre - Valerij Borzov, ex velocista sovietico
- 20 ottobre - Ernie Campbell, ex calciatore australiano
- 20 ottobre - Wayne Collett, velocista statunitense († 2010)
- 20 ottobre - Bobby Fields, ex cestista statunitense
- 20 ottobre - George Harris, attore britannico
- 20 ottobre - James Michael Harvey, cardinale e arcivescovo cattolico statunitense
- 20 ottobre - František Obžera, scrittore, drammaturgo e sceneggiatore slovacco
- 20 ottobre - Carlo Rivolta, giornalista italiano († 1982)
- 20 ottobre - Dieter Schneider, ex calciatore tedesco orientale
- 20 ottobre - Giampietro Spagnolo, ex calciatore italiano
- 20 ottobre - Sumihiro Tomii, sciatore alpino giapponese († 2013)
- 21 ottobre - Meg Bussert, attrice, cantante e insegnante statunitense
- 21 ottobre - Mike Keenan, allenatore di hockey su ghiaccio e ex hockeista su ghiaccio canadese
- 21 ottobre - Manuel Marín, politico spagnolo († 2017)
- 21 ottobre - László Nagy, ex calciatore ungherese
- 21 ottobre - Benjamin Netanyahu, politico israeliano
- 21 ottobre - Jean Quan, politica statunitense
- 21 ottobre - Shulamit Ran, compositrice israeliana
- 21 ottobre - LaTanya Richardson, attrice statunitense
- 21 ottobre - Anne-Grete Strøm-Erichsen, politica norvegese
- 21 ottobre - Phil Tollestrup, ex cestista canadese
- 21 ottobre - Carlos Veiga, politico capoverdiano
- 21 ottobre - Masao Ōba, pugile giapponese († 1973)
- 22 ottobre - Stiv Bators, cantante e chitarrista statunitense († 1990)
- 22 ottobre - Salvatore Bonetti, ex rugbista a 15 italiano
- 22 ottobre - Antonello Cabras, politico italiano
- 22 ottobre - Yves-Marie Vérove, cestista e allenatore di pallacanestro francese († 2022)
- 22 ottobre - Arsène Wenger, dirigente sportivo francese
- 22 ottobre - Roy Willner, ex calciatore statunitense
- 23 ottobre - Würzel, chitarrista britannico († 2011)
- 23 ottobre - Felice Cavallaro, giornalista, saggista e drammaturgo italiano
- 23 ottobre - José Gervasio Gómez, ex calciatore uruguaiano
- 23 ottobre - John Leckie, produttore discografico britannico
- 23 ottobre - Oscar Martínez, attore argentino
- 23 ottobre - James Anthony Tamayo, vescovo cattolico statunitense
- 23 ottobre - Nick Tosches, scrittore, giornalista e biografo statunitense († 2019)
- 23 ottobre - Fernando Zambrano, ex calciatore e allenatore di calcio spagnolo
- 24 ottobre - Francisco Rafael Arellano Félix, criminale messicano († 2013)
- 24 ottobre - Flavio Cucchi, chitarrista italiano
- 24 ottobre - Betulio González, ex pugile venezuelano
- 24 ottobre - John Markoff, giornalista e scrittore statunitense
- 24 ottobre - Keith Rowley, politico trinidadiano
- 24 ottobre - Bia Sarasini, giornalista italiana († 2018)
- 25 ottobre - Idir, cantante e musicista berbero († 2020)
- 25 ottobre - Alain Escoffier, attivista francese († 1977)
- 25 ottobre - Ezio Fiori, bobbista italiano
- 25 ottobre - Brian Kerwin, attore statunitense
- 25 ottobre - Wilfried Louis, ex calciatore haitiano
- 26 ottobre - Corina Chiriac, cantautrice, regista e attrice rumena
- 26 ottobre - Giuseppe Fornasari, politico italiano
- 26 ottobre - Fabio Gava, politico italiano
- 26 ottobre - Claudio Marazzini, linguista italiano
- 26 ottobre - Austin Idol, ex wrestler statunitense
- 26 ottobre - Manfredi Piccolomini, critico letterario italiano
- 26 ottobre - Nadia Ponti, ex brigatista italiana
- 26 ottobre - Jacqueline Rouvier, ex sciatrice alpina francese
- 26 ottobre - Jairo Ríos, allenatore di calcio colombiano
- 26 ottobre - El Satánico, wrestler messicano
- 26 ottobre - Zoran Slavnić, ex cestista e allenatore di pallacanestro jugoslavo
- 26 ottobre - Kevin Sullivan, wrestler statunitense († 2024)
- 26 ottobre - Lino Vairetti, cantante, chitarrista e compositore italiano
- 27 ottobre - Mauro Battaglini, dirigente sportivo e procuratore sportivo italiano († 2020)
- 27 ottobre - Julio Cardeñosa, allenatore di calcio e ex calciatore spagnolo
- 27 ottobre - Mike Kopetski, politico statunitense
- 27 ottobre - Garry Tallent, bassista e produttore discografico statunitense
- 28 ottobre - Dwight Davis, ex cestista statunitense
- 28 ottobre - Aleksandr Derëmov, calciatore sovietico († 2004)
- 28 ottobre - Erik Derycke, politico belga
- 28 ottobre - Caitlyn Jenner, personaggio televisivo e ex multiplista statunitense
- 28 ottobre - John McGovern, allenatore di calcio e ex calciatore scozzese
- 28 ottobre - Volodymyr Onyščenko, allenatore di calcio e ex calciatore sovietico
- 28 ottobre - Kenny Passarelli, bassista statunitense
- 28 ottobre - Mario Scarpa, calciatore italiano († 2024)
- 29 ottobre - Giovanna Milella, giornalista e conduttrice televisiva italiana
- 29 ottobre - Paul Orndorff, wrestler statunitense († 2021)
- 29 ottobre - David Paton, bassista britannico
- 29 ottobre - James Williamson, chitarrista, compositore e produttore discografico statunitense
- 30 ottobre - Jorge Bucay, psicologo, drammaturgo e scrittore argentino
- 30 ottobre - Basilio Germanà, politico italiano
- 30 ottobre - Jean-Marie Guéhenno, politico e diplomatico francese
- 30 ottobre - Hank Kazmierski, ex calciatore statunitense
- 30 ottobre - Oliviero La Stella, scrittore e giornalista italiano
- 30 ottobre - Enrico Loccioni, imprenditore italiano
- 30 ottobre - Josef Pechtl, ex sciatore alpino austriaco
- 30 ottobre - Josef Pühringer, politico austriaco
- 30 ottobre - Leon Rippy, attore statunitense
- 30 ottobre - Paul Tschang In-nam, arcivescovo cattolico sudcoreano
- 31 ottobre - David Ashmole, ballerino britannico († 2009)
- 31 ottobre - Miloš Budin, politico italiano
- 31 ottobre - Brian Chambers, ex calciatore inglese
- 31 ottobre - Solange Fol, ex cestista francese
- 31 ottobre - Mart Helme, politico estone
- 31 ottobre - Bob Siebenberg, musicista statunitense
- 31 ottobre - Hugo Talavera, ex calciatore paraguaiano
- 31 ottobre - Giuliano Vincenzi, ex calciatore italiano
- 31 ottobre - Terrence Wilcutt, ex astronauta statunitense
- 31 ottobre - Colin Wilson, illustratore e fumettista neozelandese